# Castello di Patrasso
Il Castello di Patrasso (in greco Κάστρο Πατρών?) è una fortificazione situata nella città di Patrasso in Grecia.

## Storia
Fu costruito intorno alla metà del VI secolo sopra le rovine dell'antica acropoli, su una collina bassa del monte Panachaiko a ca. 800 m dal mare. Il castello copre 22.725 m² ed è costituito da un muro esterno triangolare, rafforzato da torri e cancelli e ulteriormente protetto in origine da un fossato, e da un forte interno all'angolo nordorientale, anch'esso protetto da un fossato.
Il primo castello fu costruito dall'imperatore bizantino Giustiniano I dopo il catastrofico terremoto del 551, riutilizzando il materiale da costruzione proveniente da strutture pre-cristiane. In una di queste spoliazioni, il busto e la testa di una statua romana in marmo divennero parte del folclore della città, una sorta di genius loci. È conosciuta come la "Patrinella", una vergine che si suppone sia stata trasformata in un uomo durante il periodo ottomano e protegge la città dalle malattie e piange ogni volta che muore un importante cittadino di Patrasso.
Il forte rimase in uso costantemente da allora in poi, perfino durante la Seconda Guerra Mondiale. Nel periodo bizantino fu assediato da slavi, saraceni, normanni e molti altri, ma non cadde mai. In particolare, il respinto assedio degli arabi e degli slavi nell'805 d.C. fu attribuito al santo patrono della città, sant'Andrea.
Nel 1205, all'indomani della quarta crociata, fu conquistato dai Franchi, che lo rafforzarono ulteriormente, aprendo un fossato su tutti e tre i lati. Nel 1278, il Principato di Acaia lo affidò all'arcivescovo latino (cattolico) locale, mentre il papa lo diede in affitto alla Repubblica di Venezia per cinque anni nel 1408. L'arcivescovo latino rimase in possesso del castello fino al 1430, quando fu preso dal Despota della Morea e futuro imperatore bizantino, Costantino Paleologo, che fece grandi riparazioni alle mura. Il castello cadde in mano ai turchi ottomani nel 1458 e rimase una delle loro principali sedi di potere nel Peloponneso attraverso la Tourkokrazia. I Veneziani presero il castello nel 1687 durante la Guerra di Morea e lo mantennero fino a quando la Morea fu riconquistata dai Turchi nel 1715.
Dopo l'indipendenza, il castello rimase in uso per l'esercito greco fino a dopo la seconda guerra mondiale. Nel 1973, il castello fu trasformato dal VI Eforato delle antichità bizantine. È usato al giorno d'oggi per eventi culturali, soprattutto durante l'estate, e dispone di un teatro con una capacità di 640 posti.

## Galleria d'immagini

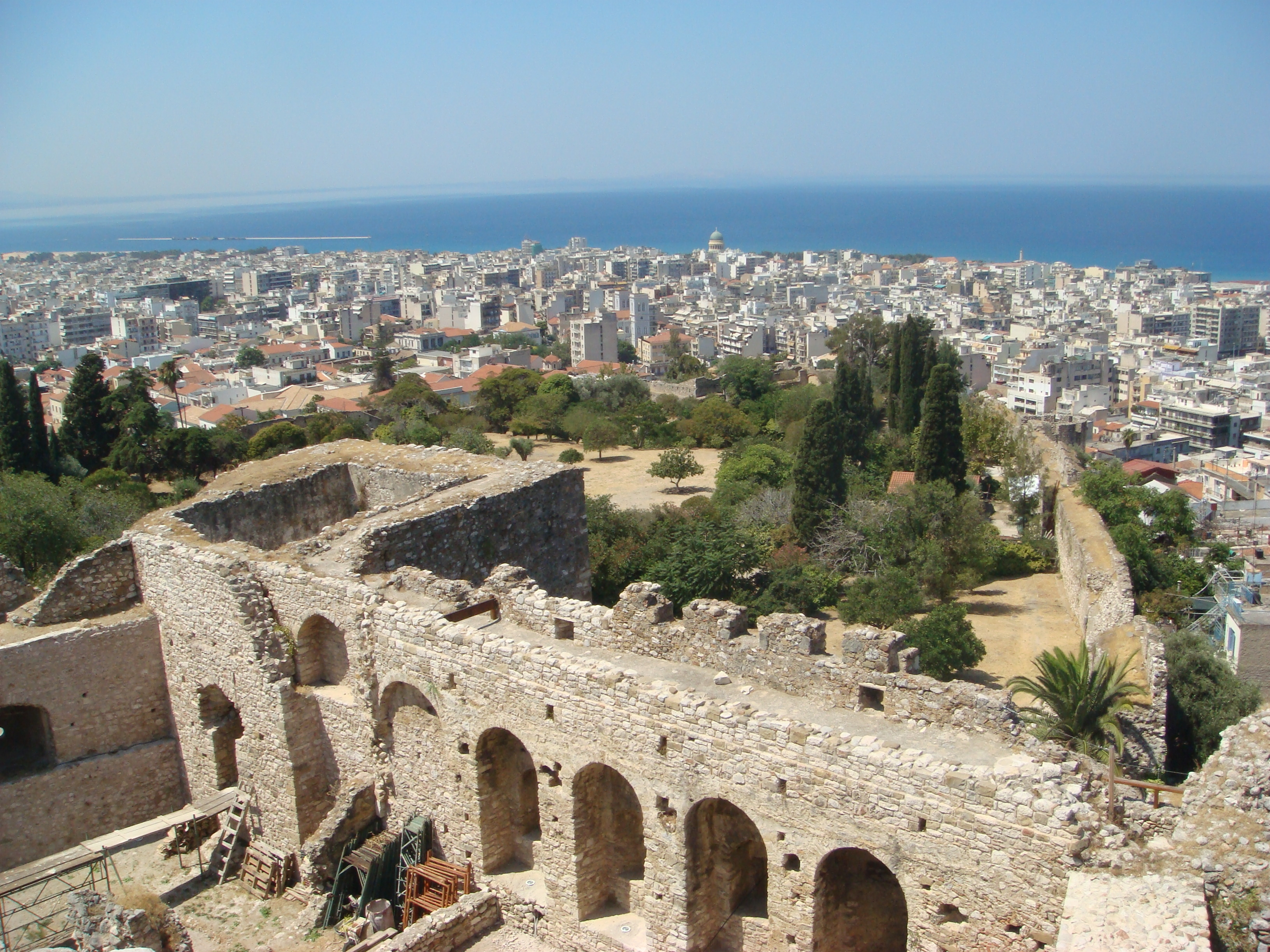
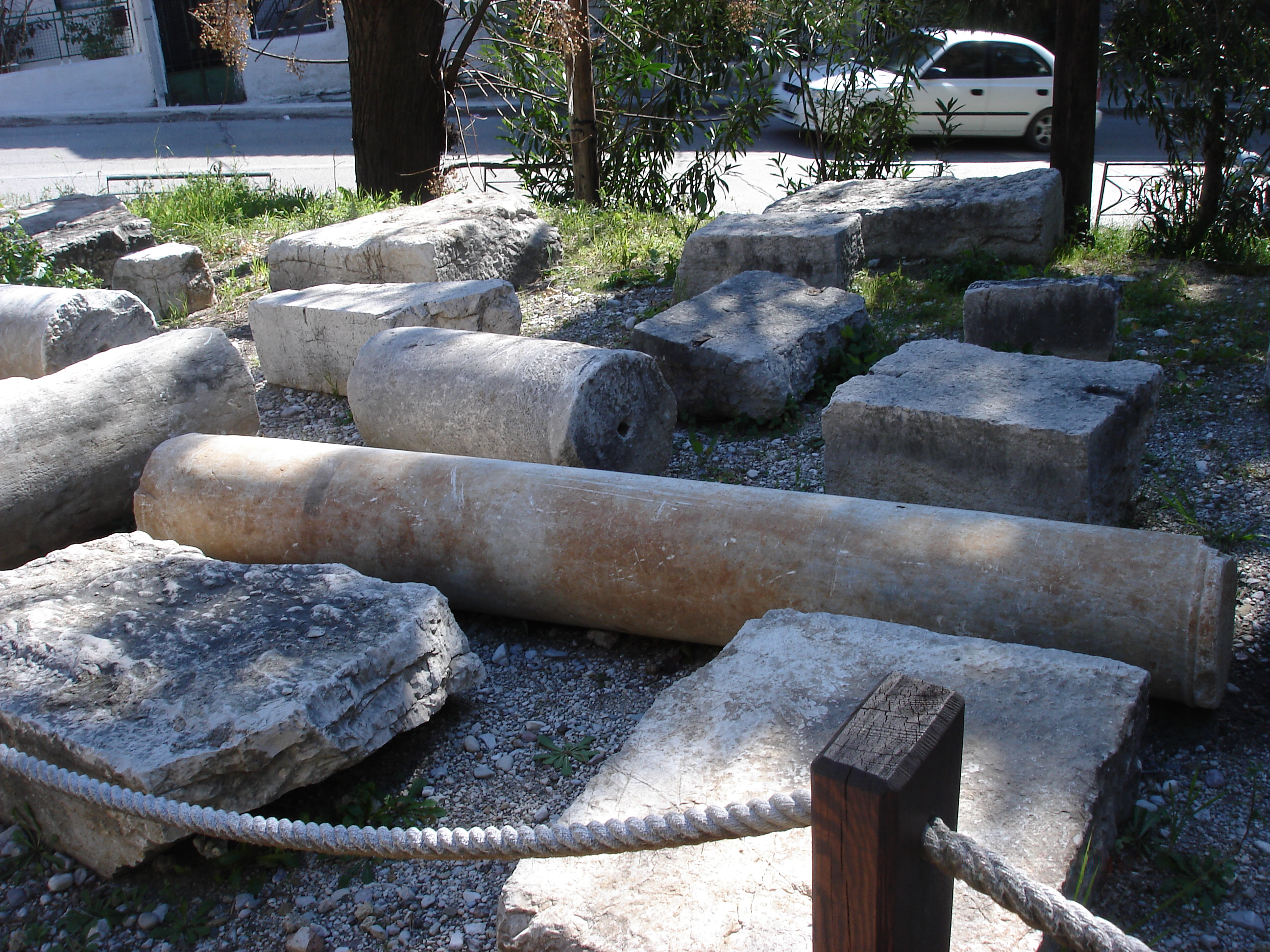
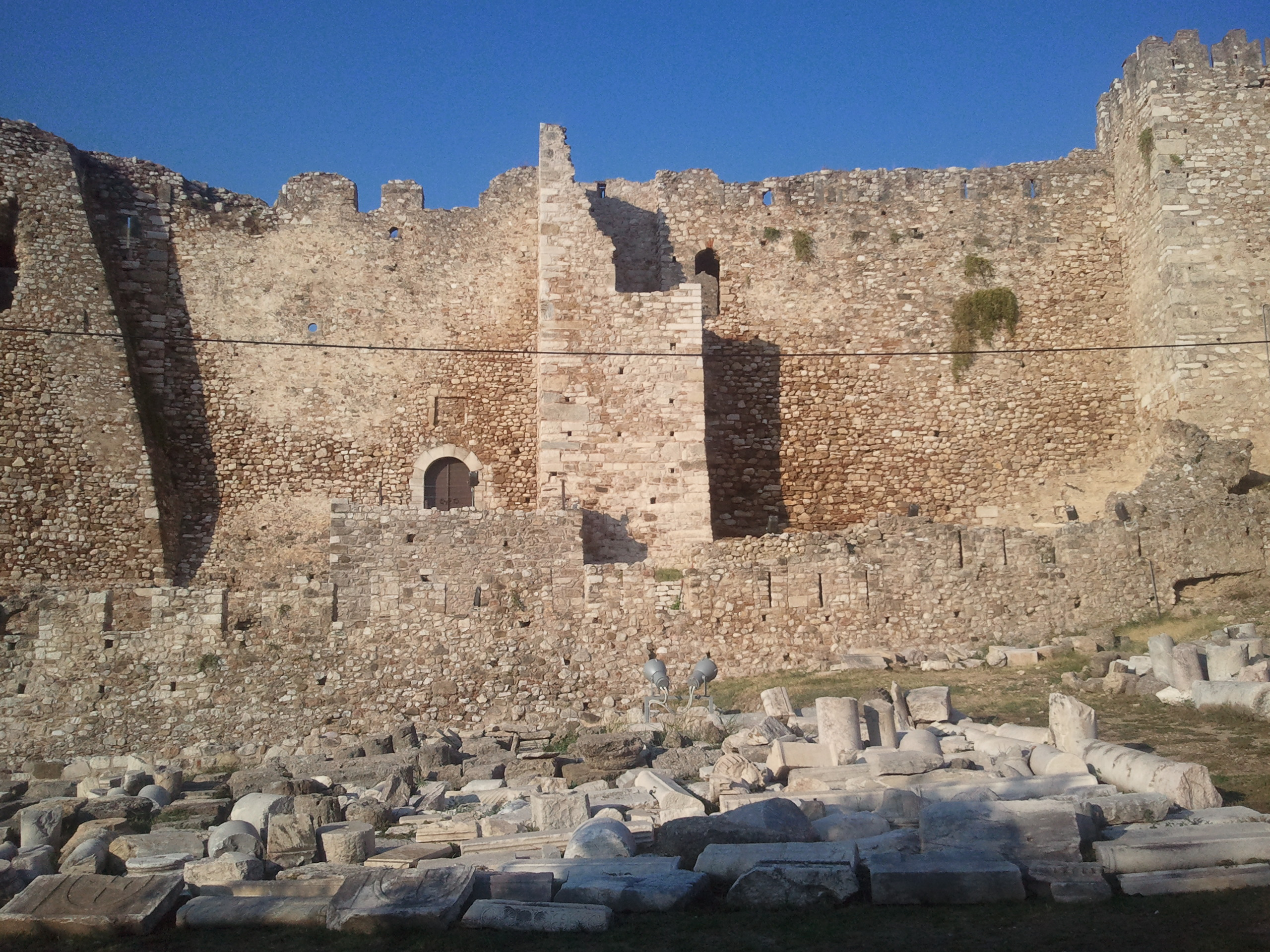